# Kaap Kruis
Kaap Kruis (Cape Cross) is een landpunt aan de Namibische kust, op ongeveer 100 km ten noorden van de kustplaats Swakopmund. Kaap Kruis is tevens een bekend reservaat voor een enorme kolonie Kaapse pelsrobben (Arctocephalus pusillus).
In het jaar 1484 vaart de Portugees Diogo Cão langs de Atlantische kust van Afrika naar het zuiden. Hij is de eerste Europeaan die zo langs de Namibische kust vaart. Zijn ontdekkingsreis eindigt — letterlijk — bij Kaap Kruis. Hij gaat er aan land en plaatst een padrão, een kruis met een inscriptie. De inscriptie luidt:
"6684 jaar sinds de schepping van de aarde en 1484 jaar sinds de geboorte van Christus, heeft de illustere Don Juan de opdracht gegeven om hier een teken op te richten aan zijn ridder Diego Cão."
Diogo Cão overlijdt bij Kaap Kruis en ligt er begraven. Het door hem opgerichte kruis is voor volgende ontdekkingsreizigers — zoals Bartolomeus Diaz (1487-'88) en Vasco da Gama (1497-'99) — een baken op weg naar Kaap de Goede Hoop en verder. Het originele kruis is later overgebracht naar het museum voor oceanografie in Berlijn en vervangen door een replica. Deze replica bleek niet geheel op de originele plaats te staan en daarom staat er nu nog een tweede replica, wel op de goede plaats.
Tussen 1898 en 1903 is er een behoorlijke gemeenschap bij Kaap Kruis die zich bezighoudt met het verzamelen van guano. Een flinke begraafplaats herinnert aan deze periode. Tegenwoordig is de kolonie pelsrobben de belangrijkste trekpleister voor toeristen.

## Jacht
De pelsrobben worden bejaagd door de lokale bevolking, die van de Namibische overheid elk jaar een quotum van tienduizenden robben mag stropen. Dit omdat de zeehonden verantwoordelijk worden gehouden voor het opeten van grote hoeveelheden vis. Volgens Zuid-Afrikaans onderzoek zijn de robben echter slechts voor een zeer klein deel hiervoor verantwoordelijk. Het stropen gebeurt in de vroege morgen in het jachtseizoen van juli tot november voordat de toeristen komen. Na afloop van de jacht wordt het bloed onder het zand geschoven middels bulldozers om de sporen uit te wissen. In 2013 werden er naar schatting 80.000 tot 90.000 babyzeehonden (7 tot 11 maanden oud) en 6.000 mannetjes doodgeknuppeld.

## Lagunes
Bij Kaap Kruis heeft de stroom sedimenten, aangedreven door de Benguelastroom, geleid tot de vorming van een zandbank ten zuiden van de kaap. Aan de binnenkant van deze zandbank heeft zich een reeks zoute lagunes gevormd. Deze lagunes ontvangen oceaanwater door kwel door de zandbank en door overstroming over de zandbank. De lagunes variëren in grootte en aantal afhankelijk van het waterpeil en worden gecontroleerd door twee belangrijke factoren: verdamping en toevoer van zeewater. Door uitdroging van de oostelijke grenzen van de baai zijn steriele zoutpannen en -vlakten ontstaan. Deze zoutpannen worden op kleine schaal commercieel geëxploiteerd. In sommige lagunes zijn drie houten platforms met een totale oppervlakte van 68.000 m² gebouwd om slaapplaatsen en broedplaatsen voor zeevogels te creëren, aangezien hun guano commercieel wordt geoogst. Guano van deze platforms dient waarschijnlijk om de microflora en fauna van de lagunes te verrijken. Er is een onregelmatige rand van kweldervegetatie langs de kustrand van de lagunes. Landinwaarts liggen de rotsachtige grindvlakten van de Namibwoestijn.

### Fauna
Van de lagunes en hun platforms is bekend dat ze tot 14% van de wereldwijde populatie van de Kaapse aalscholver (30.600 paren) herbergen, maar in 1974 zijn er vanuit de lucht zelfs schattingen gemaakt van 900.000 aalscholvers. Regelmatige tellingen van de moerassen geven aan dat deze lagunes naast aalscholvers regelmatig tot 11.000 andere vogels herbergen. In totaal huisvesten de lagunes en platforms regelmatig meer dan 20.000 vogels, waaronder 16% van de inheemse Zuid-Afrikaanse ondersoort van de geoorde fuut en grote aantallen flamingo's en kleine flamingo's, maar ook damarastern, grote kuifstern, Hartlaubs meeuw, Kaapse plevier, kelpmeeuw, kleine strandloper, krombekstrandloper en visdief.

#### Important Bird Area
De lagunes zijn samen door BirdLife International aangewezen als Important Bird Area vanwege het belang voor significante populaties van damarastern, flamingo, geoorde fuut, grote kuifstern, Kaapse aalscholver, kelpmeeuw, kleine flamingo en andere zeevogels.